# Phongsali (provincija)
Phongsali (laoški:  ຜົ້ງສາລີ) je jedna od šesnaest provincija u Laosu.

## Zemljopis
Provincija se nalazi u sjevernom dijelu zemlje, prostire se na 16.925 km2.  Susjedne laoške provincije su Luang Prabang na jugu i Oudomxay na jugozapadu. Phongsali ima granicu s dvijema državama s Kinom na sjeveru i zapadu i Vijetnamom na istoku.

## Demografija
Prema podacima iz 2005. godine u provinciji živi 199.900 stanovnika, dok je prosječna gustoća naseljenosti 12 stanovnika na km². U provinciji živi trinaest etničkih skupina: Khammu, Thai Dam, Thai Daeng, Yao, Leu, Hor, Hmong, Akha, Yang, Bid, Lolo i druge.

## Administrativna podjela
Provincija je podjeljena na sedam distrikta.
| karta | kod       | ime   | laoški |
| ----- | --------- | ----- | ------ |
|       |           |       |        |
| 02-01 | Phongsaly | ຜົ້ງສາລີ |        |
| 02-02 | May       | ໃໝ່    |        |
| 02-03 | Khoua     | ຂວາ   |        |
| 02-04 | Samphanh  | ສຳພັນ  |        |
| 02-05 | Boun Neua | ບຸນເໜືອ |        |
| 04-06 | Yot Ou    | ຍອດອູ  |        |
| 02-07 | Boun Tay  | ບຸນໃຕ້  |        |